# Station Minato Motomachi
Station Minato Motomachi (みなと元町駅, Minato Motomachi-eki) is een metrostation in de wijk Chūō-ku in de Japanse stad Kōbe. Het wordt aangedaan door de Kaigan-lijn. Het station heeft twee sporen, gelegen aan een enkel eilandperron. Het stationsgebouw is een voormalig bankgebouw uit 1908 (het station zelf stamt uit 2001).

## Treindienst

### Metro van Kobe
Het station heeft het nummer K03.
| 1 | ■ Kaigan-lijn | richting Sannomiya-Hanadokeimae    |
| 2 | ■ Kaigan-lijn | richting Wadamisaki en Shin-Nagata |

## Geschiedenis
Het station werd in 2001 geopend.

## Stationsomgeving
- Station Hanakuma aan de Kobe Kosoku-lijn (zuidelijke tak).
- Station Nishi-Motomachi aan de Kobe Kosoku-lijn (noordelijke tak).
- Nakatotei (pier), Nakatotei Terminal en Meriken Park:
  - Kobe Port Tower
  - Maritiem Museum Kobe
  - Okura Hotel
  - Kobe Meriken Oriental Hotel
- Hatobachō TenxTen (cultureel centrum)
- Kaigan-gebouw
- Kōbe Port Tower Hotel
- Hoofdkantoor van Wadasōkan
- Hoofdkantoor van Kenmin Shokuhin
- FamilyMart
- Lawson

Sannomiya-Hanadokeimae · Kyūkyoryūchi-Daimarumae · Minato Motomachi · Harborland · Chūō-Ichibamae · Wadamisaki · Misaki-Kōen · Karumo · Komagabayashi · Shin-Nagata